# Цикорий обыкновенный
Цико́рий обыкнове́нный (лат. Cichórium íntybus) — вид многолетних травянистых растений из рода Цикорий (Cichorium) семейства Астровые (Asteraceae).
Народные названия: придорожная трава, синий цветок, петров батог, щербак.

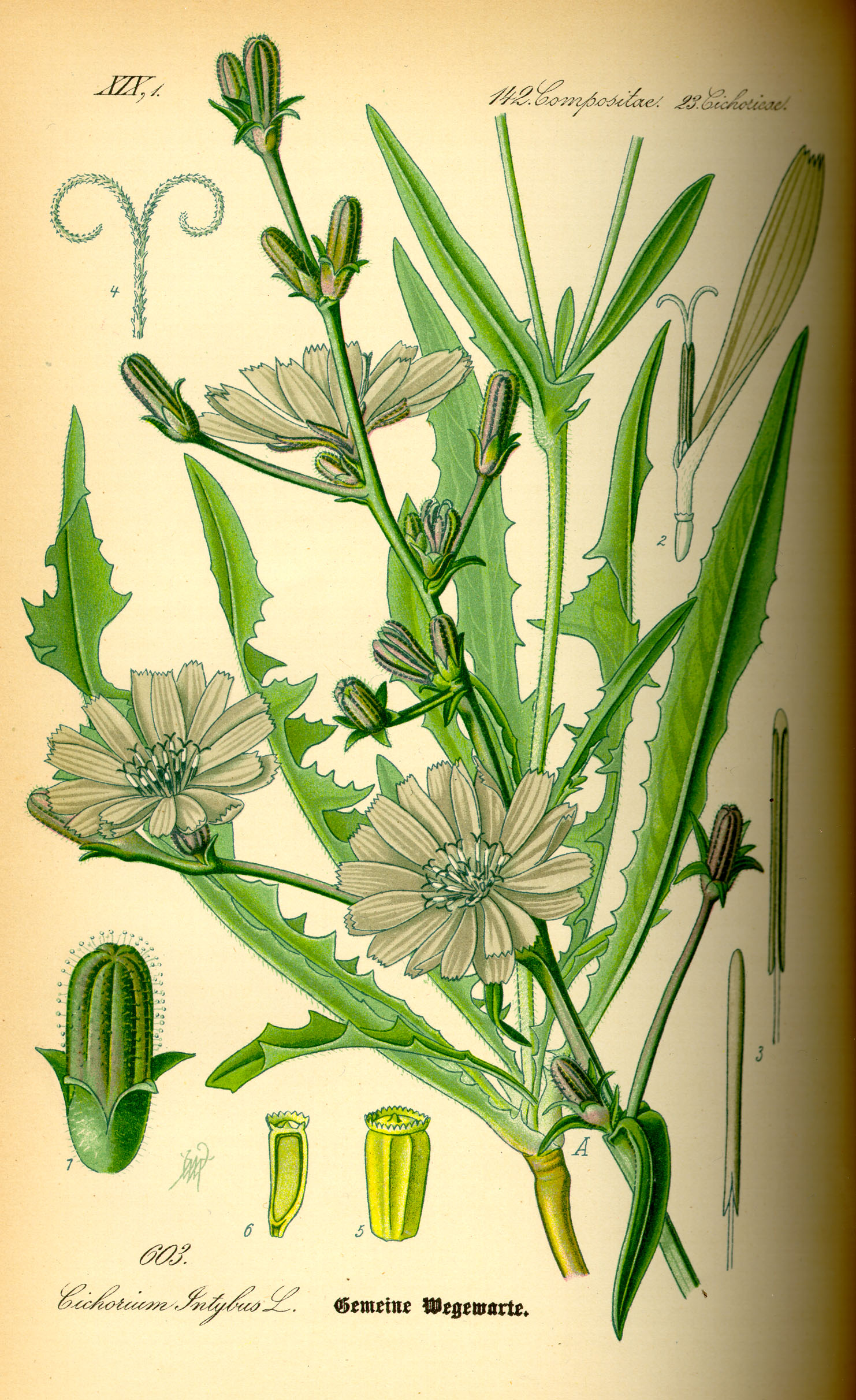

## Ботаническое описание
Многолетнее (для диких форм) или двулетнее (у культурных сортов) травянистое растение с длинным стержневым корнем и млечниками во всех органах. Стебель прямостоячий, прутьевидный, зелёный или сизовато-зелёный, более-менее разветвлённый, шершавый, высотой 15—150 см. Ветви часто сильно отклоняющиеся, несколько утолщающиеся к верхушке, щетинистые или курчавоволосистые, нередко голые или почти голые, кажутся наверху почти безлистными, так как листья здесь мелкие.
Прикорневые листья от струговидно-перистораздельных до цельных, более-менее зубчатые по краю, у основания постепенно суженные в черешок; стеблевые — относительно немногочисленные, сильно уменьшенные, от ланцетно-яйцевидных до ланцетных, стеблеобъёмлющие.
Корзинки одиночные, многочисленные или скученные по несколько на верхушке стебля, боковых ветвей и в пазухах верхних и средних стеблевых листьев. Цветки язычковые. Венчик длиной 15—25 мм, разных оттенков голубого, белого или розового цвета.
Плод — трёх-пятигранная семянка, длиной 2—3 мм, светло-коричневая, продолговатая.

## Распространение и экология
Родом из Старого Света, он был завезен в Америку и Австралию. Встречается в умеренном и тропическом климате Евразии, от Скандинавии до Средиземноморья и от Британских островов до Восточной Сибири и Индии на юге, произрастает на Севере Африки. Как заносное встречается в Южной Африке, Северной и Южной Америке, Австралии и Новой Зеландии. 
В России распространён в европейской части, на Кавказе, в Сибири.
Обычно произрастает на лугах, лесных полянах, травянистых склонах, часто как сорное растение на пустырях, полях, около дорог, близ населённых пунктов. В горах поднимается до среднего горного пояса.
Он легко узнаётся по соцветиям-корзинкам, которые состоят только из язычковых голубых цветков. Но эти корзинки бывают раскрыты только в ранние утренние часы, а также в пасмурную погоду.

## Химический состав
В корнях и листьях растения содержится большое количество (до 11 %) полисахарида инулина, имеются белковые вещества (4 %), гликозид интибин, придающий им специфический горький вкус, дубильные вещества, органические кислоты, витамины — тиамин, рибофлавин, аскорбиновая кислота, каротин; в цветках найдены кумариновые гликозиды; в млечном соке — горькие вещества (лактуцин, лактукопикрин и др.); в семенах содержится 15—28 % жирного масла; в молодых листьях — каротин, аскорбиновая кислота (до 0,08 %), инулин, соли калия.

## Значение и применение
Ценный медонос, даёт пчёлам много нектара и пыльцы. Мёдопродуктивность при благоприятной погоде при сплошном произрастании достигает 100 кг с гектара зарослей. В каждом соцветии от 45 до 95 язычковых цветков, которые раскрываются рано утром и закрываются к 12 часам. На одном растении ежедневно выделяют пыльцу 4—5 соцветий, пыльцевая продуктивность которых составляет 17,1—21,2 мг. Цветёт до поздней осени и служит источником осеннего сбора белковой пищи для пчелиных. В луговой ассоциации цикорий дает от 0,15 до 3,38 кг/на пыльцы. Один цветок выделяет 1,6—2,07 мг сахара.

### Применение в кулинарии
Корень растения содержит большое количество углевода инулина, в пик сезона высушенный корень содержит до 75 % инулина (по другим данным, около 49 %). По этой причине корень используют как заменитель кофе. Высушенные и обжаренные корни добавляют к натуральному кофе для улучшения его вкуса.
Корни могут быть источником фруктозы, использоваться для производства спирта. Сироп из корней используется в кондитерском и консервном производстве. Корни цикория можно применять в салатах (со сладким перцем, огурцами и луком), винегретах (с солёными огурцами, зелёным горошком, морковью, луком, яйцами). Цикорий, тушённый в растительном или сливочном масле, с яично-масляным соусом используют как гарнир к картофельному или мясному блюду; в любом виде он придаёт пище особо пикантный вкус.
Зелень цикория применяется в салатах. Во многих странах выращивают в кулинарных целях листовую разновидность этого вида цикория — радиккьо (Cichorium intybus var. foliosum). Иногда цикорий также выращивают как кормовую культуру для скота.

### Применение в медицине
Благодаря содержанию в млечном соке горьких веществ цикорий повышает аппетит. Из корней получают вкусные ароматные напитки, которые обладают антимикробным и вяжущим действием, повышают аппетит, уменьшают потоотделение, улучшают функциональное состояние пищеварительной системы. Согласно экспериментальным данным, настой из соцветия цикория оказывает успокаивающее действие на центральную нервную систему, тонизирует работу сердца, имеет желчегонное действие.
Цикорий особенно ценится в диетическом питании больных сахарным диабетом. В клинических испытаниях получены положительные результаты при лечении сахарного диабета экстрактом из корней цикория: наблюдалось улучшение самочувствия больных в начальной стадии заболевания, в запущенных случаях достигалось частичное снижение содержания сахара в моче.

### Противопоказания
Корень цикория богат оксалатами и потому противопоказан предрасположенным к болезням почек, страдающим пониженным давлением, анемией или язвой желудка.
Также цикорий противопоказан при варикозном расширении вен, при индивидуальной непереносимости органической кислоты.

## Классификация

### Таксономия[14]
Cichorium intybus L., 1753, Sp. Pl. : 813 
Вид Цикорий обыкновенный относится к роду Цикорий  (Cichorium) семейства Астровые (Asteraceae) порядка Астроцветные (Asterales). Кладограмма в соответствии с Системой APG IV:
|  |                                      |  |                                   |                                   |                    |  | ещё 10 семейств | ещё 10 семейств |                      |  |  |  | еще 7 подтвержденных и 3 в статусе "непроверенных" видов и инфравидовых таксонов |
|  |                                      |  |                                   |                                   |                    |  | ещё 10 семейств | ещё 10 семейств |                      |  |  |  | еще 7 подтвержденных и 3 в статусе "непроверенных" видов и инфравидовых таксонов |
|  |                                      |  |                                   | порядок Астроцветные              |                    |  |                 |                 | род Цикорий          |  |  |  |                                                                                  |
|  |                                      |  |                                   | порядок Астроцветные              |                    |  |                 |                 | род Цикорий          |  |  |  |                                                                                  |
|  | отдел Цветковые, или Покрытосеменные |  |                                   |                                   | семейство Астровые |  |                 |                 | Цикорий обыкновенный |  |  |  |                                                                                  |
|  | отдел Цветковые, или Покрытосеменные |  |                                   |                                   | семейство Астровые |  |                 |                 |                      |  |  |  |                                                                                  |
|  |                                      |  | ещё 63 порядка цветковых растений | ещё 63 порядка цветковых растений |                    |  |                 | ещё 1804 рода   | ещё 1804 рода        |  |  |  |                                                                                  |
|  |                                      |  |                                   | ещё 63 порядка цветковых растений |                    |  |                 |                 | ещё 1804 рода        |  |  |  |                                                                                  |

### Инфравидовые таксоны
- Cichorium intybus subsp. spicatum I.Ricci
- Cichorium intybus var. latifolium  (в статусе непроверенного по состоянию на декабрь 2022 г.)

### Синонимы
- Cichorium balearicum  Porta
- Cichorium byzantinum  Clem.
- Cichorium byzantinum  Clementi
- Cichorium caeruleum  Gilib.
- Cichorium callosum  Pomel
- Cichorium casnia  Wall.
- Cichorium casnia  C.B.Clarke
- Cichorium cicorea  Dumort.
- Cichorium commune  Pall.
- Cichorium cosnia  Buch.-Ham.
- Cichorium divaricatum  Heldr. ex Nyman
- Cichorium glabratum  C.Presl
- Cichorium glaucum  Hoffmanns. & Link
- Cichorium hirsutum  Gren.
- Cichorium illyricum  borb.
- Cichorium intybus f. alba  Farw.
- Cichorium intybus f. crispum  Makino
- Cichorium intybus f. intybus
- Cichorium intybus f. rubicunda  Farw.
- Cichorium intybus f. sativum  Bisch.
- Cichorium intybus f. sylvestre  Bisch.
- Cichorium intybus subsp. balearica  (Porta)  Gand.
- Cichorium intybus subsp. balearicum  (Porta)  Gand.
- Cichorium intybus subsp. foliosum  (Hegi)  Janch.
- Cichorium intybus subsp. glabratum  (C.Presl)  Wagenitz & U.Bedarff
- Cichorium intybus subsp. glabratum  (C.Presl)  Arcang.
- Cichorium intybus subsp. glaucum  (Hoffmanns. & Link)  Tzvelev
- Cichorium intybus subsp. illyricum  (borb.)  Jáv.
- Cichorium intybus subsp. intybus  L.
- Cichorium intybus subsp. sativum  (Bisch.)  Janch.
- Cichorium intybus subsp. sylvestre  (Bisch.)  Janch.
- Cichorium intybus var. callosum  (Pomel)  Maire
- Cichorium intybus var. callosum  (Pomel)  Batt.
- Cichorium intybus var. eglandulosum  Freyn & Sint.
- Cichorium intybus var. foliosum  Hegi
- Cichorium intybus var. glabratum  (C.Presl)  Batt.
- Cichorium intybus var. glabratum  (C.Presl)  Gren. & Godr.
- Cichorium intybus var. glabrum  (C.Presl)  Gren. & Godr.
- Cichorium intybus var. intybus
- Cichorium intybus var. longipes  Faure & Maire
- Cichorium intybus var. radicosum  Alef.
- Cichorium intybus var. sativum  (Bisch.)  Janch.
- Cichorium officinale  Gueldenst. ex Ledeb.
- Cichorium perenne  Stokes
- Cichorium rigidum  Salisb.
- Cichorium sylvestre  Garsault
- Cichorium sylvestre  Lam.
- Hieracium cichorium  E.H.L.Krause